# Erioptera nielseni
Erioptera nielseni är en tvåvingeart som beskrevs av De Meijere 1921. Erioptera nielseni ingår i släktet Erioptera och familjen småharkrankar. Inga underarter finns listade i Catalogue of Life.